# Скалия, Пьетро
Пьетро Скалия (итал. Pietro Scalia, род. 17 марта 1960, Катания) — итало-американский монтажёр, лауреат премий «Оскар» и BAFTA.

## Биография
Пьетро Скалия родился на Сицилии, но позднее с родителями переехал в Швейцарию, где получил среднее образование. Затем он решил продолжить обучение и переехал в США, где вначале два года провёл в университете города Олбани, а после чего был зачислен в Калифорнийский университет в Лос-Анджелесе. Стипендия, выделяемая ему правительством Швейцарии, помогла ему все пять лет учиться в университете, после чего он получил степень магистра изобразительных искусств в школе театра и кино при университете.
После окончания университета он принял участие в съёмках нескольких короткометражек, а затем вернулся в Европе, где мечтал стать кинорежиссёром. Но это желание он так и не смог воплотить в реальность и снова вернулся в Голливуд, где занялся монтажом фильмов. В первые свои годы там он сотрудничал с такими режиссёрами как Андрей Кончаловский и Оливер Стоун. После пяти лет работы со Стоуном он добился первого крупного успеха в 1991 году, когда за фильм «Джон Ф. Кеннеди. Выстрелы в Далласе» он, и его соратник Джо Хатшинг, были удостоены премии «Оскар» за «Лучший монтаж».
В дальнейшем он работал с такими выдающимися режиссёрами, как Бернардо Бертолуччи, Ридли Скотт и Гас Ван Сент, благодаря чем ещё дважды номинировался на «Оскар» за картины «Умница Уилл Хантинг» (1997) и «Гладиатор» (2000), а также стал ещё раз его обладателем за фильм «Чёрный ястреб» (2001). Также работал над фильмами «Мемуары гейши» (2005), «Ганнибал: Восхождение» (2007), «Гангстер» (2007), «Совокупность лжи» (2008) и «Робин Гуд» (2010).

## Награды и номинации
| Премия           | Год  | Фильм                                 | Категория     | Результат |
| ---------------- | ---- | ------------------------------------- | ------------- | --------- |
| «Оскар»          | 1992 | «Джон Ф. Кеннеди. Выстрелы в Далласе» | Лучший монтаж | Победа    |
| «Оскар»          | 1998 | «Умница Уилл Хантинг»                 | Лучший монтаж | Номинация |
| «Оскар»          | 2001 | «Гладиатор»                           | Лучший монтаж | Номинация |
| «Оскар»          | 2002 | «Чёрный ястреб»                       | Лучший монтаж | Победа    |
| BAFTA            | 1993 | «Джон Ф. Кеннеди. Выстрелы в Далласе» | Лучший монтаж | Победа    |
| BAFTA            | 2001 | «Гладиатор»                           | Лучший монтаж | Победа    |
| BAFTA            | 2002 | «Чёрный ястреб»                       | Лучший монтаж | Номинация |
| BAFTA            | 2008 | «Гангстер»                            | Лучший монтаж | Номинация |
| BAFTA            | 2016 | «Марсианин»                           | Лучший монтаж | Номинация |
| «Выбор критиков» | 2016 | «Марсианин»                           | Лучший монтаж | Номинация |
| «Спутник»        | 2001 | «Гладиатор»                           | Лучший монтаж | Номинация |
| «Спутник»        | 2007 | «Гангстер»                            | Лучший монтаж | Победа    |
| «Спутник»        | 2016 | «Марсианин»                           | Лучший монтаж | Номинация |